# Tishomingo (Oklahoma)
Tishomingo es una ciudad ubicada en el condado de Johnston en el estado estadounidense de Oklahoma. En el año 2010 tenía una población de 3034 habitantes y una densidad poblacional de 246,67 personas por km².

## Geografía
Tishomingo se encuentra ubicada en las coordenadas 34°14′8″N 96°40′39″O / 34.23556, -96.67750 (34.235575, -96.677542).

## Demografía
Según la Oficina del Censo en 2000 los ingresos medios por hogar en la localidad eran de $20,938 y los ingresos medios por familia eran $28,462. Los hombres tenían unos ingresos medios de $25,655 frente a los $16,957 para las mujeres. La renta per cápita para la localidad era de $14,429. Alrededor del 27.1% de la población estaban por debajo del umbral de pobreza.